# Notizia di un sequestro
Notizia di un sequestro è un libro scritto da Gabriel García Márquez pubblicato nel 1996. Nasce da un'attenta documentazione delle vicende legate al sequestro di dieci persone da parte di un gruppo di narcotrafficanti legati a Pablo Escobar; il libro si configura come un reportage, ma la narrazione dell'autore rende la lettura molto più simile ad un romanzo.
Gli “Estradabili”, gruppo di narcotrafficanti guidati da Pablo Escobar preoccupati per una legge che permetterebbe la loro estradizione negli Stati Uniti, sequestrano dieci persone, tra cui alcuni personaggi di spicco della società colombiana. In cambio del loro rilascio cercano di ottenere la modifica di tale legislazione.
Il libro nasce dopo l'incontro con una delle vittime, da cui scaturisce l'idea e il desiderio di raccontarne la storia. García Márquez ricostruisce le vicende legate ai dieci sequestri dopo averne incontrato i protagonisti e grazie ad una minuziosa documentazione durata tre anni.